# Північний Кваркен
Півні́чний Ква́ркен, (швед. Kvarken, фін. Merenkurkku) — протока у Балтійському морі, у західній частині Васийських шхер.

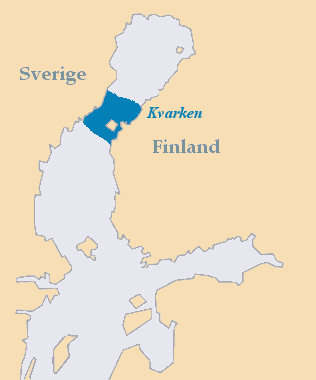
Кваркен на мапі

Сполучає північну (Ботнічна бухта) та південну (Ботнічне море) частини Ботнічної затоки.
Ширина 75 км.
Групою островів Хольмеарна розділено на дві протоки — Східний Кваркен і Західний Кваркен.
Глибина Східного Кваркена 6—7 м, Західного — до 29 м.
Течії залежать від вітрів і атмосферного тиску. Взимку замерзає.
Регіон також має незвичайну норму сухопутного підвищення близько 1 см на рік.
У групі островів посередині протоки є 36-метровий маяк — Валсрарна. Спроєктований Генрі Лапатом (Henry LePaute), що працював на Густафа Ейфеля. Схожість у структурі між маяком (збудований у 1885) і Ейфелевою вежею (збудованою у 1889 році) очевидна. Маяк зараз автоматизований, як і більшість маяків у Фінляндії.

## Міст
Є пропозиції щодо будівництва моста через протоку, вартістю близько 1,5—2 млрд євро. Довжина моста склала б близько 40 км. Але йде обговорення щодо доцільності будівництва.

## Ресурси Інтернету
- www.kvarken.org — Offizielle Internetpräsenz des Kvarkenrådet (englisch, finnisch, schwedisch)
- www.kvarken.fi